# Eksil (bog)
Eksil er en roman af danske forfatter Jakob Ejersbo, udgivet posthumt i 2009 på forlaget Gyldendal. Bogen er den første i en planlagt trilogi om forholdet mellem Den Tredje Verden og Vesten.
| Bog | Spire Denne artikel om bøger og tidsskrifter er en spire som bør udbygges. Du er velkommen til at hjælpe Wikipedia ved at udvide den. |